# Gustav Robert Kirchhoff
Gustav Robert Kirchhoff (12 tháng 3 năm 1824 – 17 tháng 10 năm 1887) là một nhà vật lý người Đức đã có những đóng góp cơ bản về các khái niệm trong mạch điện, phổ học, và sự phát nhiệt của vật đen. Ông đặt ra khái niệm bức xạ nhiệt vào năm 1862, hai công trình về mạch điện và bức xạ nhiệt mang tên "Định luật Kirchhoff". Giải thưởng Bunsen-Kirchhoff cho phổ học được đặt theo tên ông và cộng sự, Robert Bunsen.

## Cuộc sống và sự nghiệp
Gustav Kirchhoff sinh tại Königsberg, East Prussia, là con trai của Friedrich Kirchhoff, một luật sư, và Johanna Henriette Wittke. Ông tốt nghiệp trường Đại học Königsberg Albertus năm 1847 nơi ông dự Hội thảo toán-vật lý dưới sự hướng dẫn của Franz Ernst Neumann và Friedrich Julius Richelot. Ông kết hôn cùng Clara Richelot, con gái của giáo sư toán học của ông. Cũng vào năm đó, họ chuyển tới Berlin, nơi ông ở cho đến khi nhận dược chức giáo sư tại Breslau.
Kirchhoff đã đưa ra một định luật về mạch, hiện nay rất phổ biến trong kĩ thuật điện vào năm 1845, khi còn là học sinh. Ông hoàn thành việc học bằng một chuyên đề; sau đó trở thành bài luận văn tiến sĩ. Năm 1857, ông đã dự tính rằng một tính hiệu điện trong dây không có điện trở đi dọc theo dây bằng tốc độ ánh sáng. Ông đã đặt ra định luật về bức xạ nhiệt vào năm 1859 và đưa ra lời chứng minh vào năm 1861. Ông được gọi đến Đại học Heidelberg năm 1854, nơi ông đã hợp tác trong việc nghiên cứu phổ cùng Robert Bunsen. Kirchhoff và Bunsen đã cùng nhau khám phá ra caesi và rubiđi vào năm 1861. Tại Heidelberg, ông đã mở Hội thảo toán-lý, theo gương Neumann, cùng nhà toán học Leo Königsberger. Trong những người dự có Arthur Schuster và Sofia Kovalevskaya. Năm 1875, Kirchhoff nhận chiếc ghế đầu tiên của chủ tịch đặc biệt dành riêng cho vật lý lý thuyết tại Berlin.
Năm 1862, ông được nhận huy chương Rumford cho sự tìm kiếm dòng cố định của quang phổ mặt trời và sự đảo ngược của các dòng sáng trong quang phổ của ánh sáng nhân tạo.
Ông đã đóng góp rất lớn vào lĩnh vực phổ học bởi ba định luật chính thức hóa mô tả các thành phần quang phổ của ánh sáng phát ra bởi các đối tượng nóng sáng, xây dựng cơ bản trên sự khám phá của David Alter và Anders Jonas Angstrom.
Ông cũng đóng góp một phần cho quang học, giải quyết một cách cẩn thận các phương trình Maxwell để cung cấp một nền tảng vững chắc cho các nguyên tắc của Huygen (và điều chỉnh nó trong tiến trình).
Kirchhoff qua đời vào năm 1887, và được chôn cất trong nghĩa trang Matthäus St Kirchhof ở Schöneberg, Berlin

## Những định luật

### Ba định luật về quang phổ học
1. Một chất rắn nóng sẽ tạo ra ánh sáng với một quang phổ liên tục
2. Một khí loãng nóng tạo ra ánh sáng với các đường quang phổ ở bước sóng riêng biệt (ví dụ màu đặc trưng) phụ thuộc vào mức năng lượng của các nguyên tử trong khí.
3. Một chất rắn nóng được bao quanh bởi một chất khí loãng mát (tức là lạnh hơn các chất nóng) tạo ra ánh sáng với một quang phổ gần như liên tục có những khoảng trống ở các bước sóng riêng biệt tùy thuộc vào mức năng lượng của các nguyên tử trong khí.

### Định luật Kirchhoff về Nhiệt hóa học
Năm 1858 Kirchhoff cho thấy có sự thay đổi của nhiệt trong một phản ứng hóa học được đưa ra bởi sự khác biệt trong khả năng nhiệt giữa các sản phẩm và chất phản ứng: dΔH / dt = ΔCp. Tích hợp các phương trình này cho phép đánh giá của nhiệt của phản ứng ở một nhiệt độ từ các phép đo ở nhiệt độ khác.